# Angel in Disguise (låt av Musiqq)
"Angel in Disguise" är en låt framförd av den lettiska duon Musiqq. Låten representerade Lettland vid Eurovision Song Contest 2011 i Düsseldorf, Tyskland. Låten är komponerad och skriven av Marats Ogļezņevs.

### Fotnoter
1. ↑  Schacht, Andreas (26 februari 2011). ”Latvia: it's Musiqq for Düsseldorf!”. EBU. http://www.eurovision.tv/page/news?id=25983&_t=latvia_its_musiqq_for_duesseldorf. (engelska)